# 12089 Maichin
12089 Maichin è un asteroide della fascia principale. Scoperto nel 1998, presenta un'orbita caratterizzata da un semiasse maggiore pari a 2,3539167 UA e da un'eccentricità di 0,1200488, inclinata di 3,37286° rispetto all'eclittica.